# Gyökössy Endre (lelkész)
| Gyökössy Endre                            | Gyökössy Endre                                                     |
| Kattints az alábbi külső linkek egyikére! | Kattints az alábbi külső linkek egyikére!                          |
| ----------------------------------------- | ------------------------------------------------------------------ |
| Nem található szabad kép.(?)              |                                                                    |
| külső link · jogvédett                    | Száz éve született Gyökössy Endre. Újpest Média. 2013. február 14. |

Gyökössy Endre (Rákospalota, 1913. február 17. – Budapest, 1997. november 20.) református lelkész, pszichológus, egyházi író, költő.

## Élete

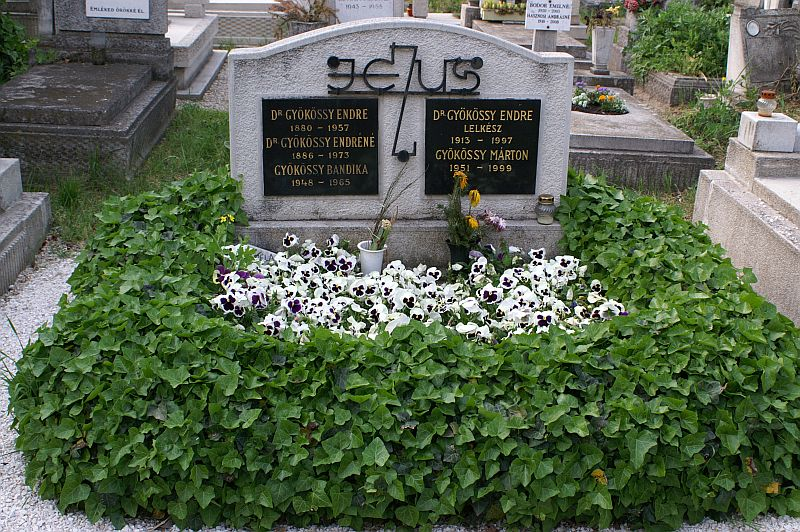
Gyökössy Endre sírja Budapesten. Megyeri temető: 40/0/1/68-69.

Édesapja, id. Gyökössy Endre jogász, a Magyar Királyi Államvasutak – a mai Magyar Államvasutak Zrt. elődje – igazgatóhelyettese és kormány-főtanácsos, édesanyja Süveggyártó Alojzia; apja hívő református, anyja római katolikus. Az elemi iskolát Újpesten a Viola utcában végezte, majd a helyi Könyves Kálmán Gimnázium diákja lett. Ekkor kötött életre szóló barátságot édesapja cserkészcsapatának egyik tagjával, Újszászy Lászlóval, a későbbi neves orvossal. Érettségi után Nagykőrösön tanítói oklevelet szerzett 1934-ben. A Budapesti Református Theológiai Akadémia – a mai Károli Gáspár Református Egyetem elődje – elvégzése után 1939-ben szentelték lelkésszé, és a Kálvin téri református templomban kezdte meg szolgálatát. 1940-ben ösztöndíjjal került a bázeli református egyetemre, ahol Theodor Bovet, Karl Barth és Emil Brunner neves professzorok voltak tanárai, s többek között egyházjogot és pasztorál-pszichológiát tanult. 1941 júliusában tért vissza Magyarországra svájci feleségével, akivel még Bázelben házasodott össze. Ravasz László dunamelléki református püspök javaslatára az újonnan létrejövő Újpest-Újvárosi Református Egyházközség alapító lelkipásztora lett 1942-ben. Budapest ostroma alatt kiterjedt karitatív tevékenységet folytatott a gyülekezet élén.
Két doktorátust szerzett: egy bölcsészetit és egy pszichopedagógiait. 1946-ban Debrecenben a pszichopedagógia doktorává avatták summa cum laude minősítéssel; tanára volt Karácsony Sándor. 1950-ben a Budapesti Református Teológiai Akadémián az úgynevezett segédtudományokból pedagógia-pszichológiai és valláspszichológiai magántanári oklevelet szerzett. 1952-ig taníthatott: a Rákosi-rezsim a szüleit kitelepítette, őt magát pedig osztályidegennek nyilvánította részben felesége svájci állampolgársága miatt. Így tudományos pályafutása megtorpant, de lelkészként szolgálhatott tovább. 1956. november 4-én útjára indította a Reformáció című lapot, melynek főszerkesztője lett, de a forradalom leverése után több számot nem jelentethetett meg.
1980-ig, nyugdíjba vonulásáig töltötte be az Újpest-Újvárosi Református Egyházközség lelkészének tisztségét. Ez idő alatt országos ismertségre tett szert: könyvei jelentek meg, s rengeteg embernek nyújtott lelki segítséget – idővel a sokak által szeretett és tisztelt Bandi bácsivá vált. Hitvallásának megfelelően – miszerint nyugdíjas lelkész nincsen – élete végéig gyülekezetének szellemi vezetője maradt.
1987-től kutatóprofesszorként dolgozott a Budapest-Klauzál téri Egyházközségben: a végzett lelkészek továbbképzéséről gondoskodott pasztorál-pszichológusként a lelkigondozói szemináriumban. Tagja lett a Magyar Pszichiátriai Társaságnak, s a Danubius Rádióban telefonos lelki segélyszolgálatot végzett.
1990-ben a Budapesti Református Teológiai Akadémia díszdoktorává avatták, majd még ebben az évben „Ad honorem Újpest 1840–1990” kitüntetésben részesült. 1992-ben a Pro Urbe Budapest díjat vehette át. 1993-ban Újpest díszpolgára lett, majd megkapta a Magyar Köztársasági Érdemrend tisztikeresztjét.

## Családja
1941-ben Bázelben feleségül vette az akkor 19 éves Reinhild Ruckot, egy svájci államjogász professzor leányát, s akivel még abban az évben visszatért Magyarországra. Öt gyermekük született, akik közül három a házaspár életében meghalt. Felesége 92 évesen, 2013. október 7-én hunyt el.

## Művei
Műveinek felsorolása első megjelenésük szerinti időrendben:
- Tavaszról akartam írni. Versek. Lázár Pál fametszeteivel, Oláh Gábor előszavával. Budapest: Magyar Út. 1936.
- Hallgatózz csak, énekelget...: Ifj. Gyökössy Endre versei: Lázár Pál fametszeteivel. Budapest: Országos Bethlen Gábor Szövetség. 1940.
- Tavasz felé. 1942. (Versek, elbeszélések.)
- szerk.: A fészek: elbeszélések, mesék, színdarabok, bibliai történetek, versek, tréfák, fejtörők református gyermekeknek. Budapest: Református Traktátus Vállalat. 1947.
- szerk.: A vetés: elbeszélések, mesék, színdarabok, bibliai történetek, versek, tréfák, fejtörők református gyermekeknek. Budapest: Református Traktátus Vállalat. 1947.
- Nem jó az embernek egyedül...: Útravaló házasságot kötő fiataloknak: Pásztori segítség a családi élet kérdéseiben minden református családnak. Társszerzők: Ablonczy Dániel, Adorján József. Budapest: Magyarországi Református Egyház Zsinati Irodájának Sajtóosztálya. 1972.[3]
- Magunkról magunknak. Budapest: Magyarországi Református Egyház Zsinati Irodájának Sajtóosztálya. 1976.,[4][5][6]
- Együtt a szeretetben. Budapest: Magyarországi Református Egyház Zsinati Irodájának Sajtóosztálya. 1981.[7]
- Bevezetés a paraklétikus lelkigondozásba. Budapest: Klinikai Lelkigondozók Ökumenikus Egyesülete. 1983.[8]
- A lelkigondozó Kálvin. Budapest: Magyarországi Református Egyház Zsinati Irodájának Sajtóosztálya. 1986.[9]
- Mai példázatok. Jánosy István utószavával, Pap Klára rajzával. Budapest: Magyarországi Református Egyház Zsinati Irodájának Sajtóosztálya. 1988.[10]
- A növekedés boldogsága: elmélkedések Jézus boldogmondásairól. Budapest: Református Zsinati Iroda. 1990.,[11][12]
- Élet és ige. Budapest: Szabadság téri Református Egyház. 1990 (1991?)[13]
- Életápolás: Vallás- és családlélektani esszék és tanulmányok. Budapest: Református Zsinati Iroda. 1991.,[12][14]
- Megnyílt szemek. Szeged: Szent Gellért Egyházi Kiadó. 1992. (Kézfogás 1.)
- Hat névtelen levél. Szeged: Szent Gellért Egyházi Kiadó. 1992. (Kézfogás 2.)
- szerk.: Mi és mások: a mindennapi élet lélektana. Szerző: Bognár Cecil. Szeged: Szent Gellért Egyházi Kiadó. 1992.[15]
- Hogy nézheti az Isten? Szeged: Szent Gellért Egyházi Kiadó. 1992. (Kézfogás 3.)
- Ezt cselekedd és élsz. Szeged: Szent Gellért Egyházi Kiadó. 1992. (Kézfogás 4.)
- Hogyan tartsunk gyermek bibliaórát?: Kis módszertan. Budapest: Református Zsinati Iroda. 1992.
- Ti vagytok. Szeged: Szent Gellért Egyházi Kiadó. 1993. (Kézfogás 5.)
- Ember a sírboltból. Szeged: Szent Gellért Egyházi Kiadó. 1993. (Kézfogás 6.)
- A nagy birkózás. Szeged: Szent Gellért Egyházi Kiadó. 1993. (Kézfogás 7.)
- Levél Jézustól. Szeged: Szent Gellért Egyházi Kiadó. 1993. (Kézfogás 8.)
- „Siess segítségemre, Uram, Szabadítóm!”: Imák betegek számára. Budapest: Kálvin János Kiadó. 1993.
- Döntő találkozás. Szeged: Szent Gellért Egyházi Kiadó. 1994. (Kézfogás 9.)
- Negatívumok pozitívumai. Szeged: Szent Gellért Egyházi Kiadó. 1994. (Kézfogás 10.)
- Nem lehet elég korán kezdeni... Szeged: Szent Gellért Egyházi Kiadó, Budapest: Szabadság téri Református Egyház. 1994.
- Én vagyok az, aki veled beszélek... Szeged: Szent Gellért Egyházi Kiadó. 1994. (Kézfogás 11.)
- Bibliai miniatűrök. Szeged: Szent Gellért Egyházi Kiadó. 1994. (Kézfogás 12.)
- Ketten – hármasban: Házasság- és családlélektan. Budapest: Új Ember Kiadó. 1994. Második kiadás.[16]
- Az Őstörténet: A teremtéstörténet üzenete ma. Szeged: Szent Gellért Egyházi Kiadó, Budapest: Szabadság téri Református Egyház. 1994.[17]
- Bandi bácsi a szeretetről. Szeged: Szent Gellért Egyházi Kiadó. 1994.
- Megújulás. Szeged: Szent Gellért Egyházi Kiadó. 1995. (Kézfogás 13.)
- Gyógyulj meg, hogy gyógyíthass! Szeged: Szent Gellért Egyházi Kiadó. 1995. (Kézfogás 14.)
- Kelj fel! Szeged: Szent Gellért Egyházi Kiadó. 1996. (Kézfogás 15.)
- Az okos Istentisztelet. Szeged: Szent Gellért Egyházi Kiadó. 1996. (Kézfogás 16.)
- A lélek nyugalma. Szent Gellért Egyházi Kiadó. 1996. (Kézfogás 17.)
- Szabadság és kötöttség. Szeged: Szent Gellért Egyházi Kiadó. 1996. (Kézfogás 18.)
- Fogadd el végre önmagad! Szeged: Szent Gellért Egyházi Kiadó. ? (Kézfogás 19.)
- A Szeretet ereje. Szeged: Szent Gellért Egyházi Kiadó. 1997. (Kézfogás 20.)
- Mégis: Elmélkedések és beszélgetések. Nyíregyháza, Szent Atanáz Hittudományi Főiskola: Örökségünk Kiadó. 1997.[18]
- A Hídépítő: Jézus-arckép a Zsidókhoz írt levélben. Budapest: Szent Gellért Kiadó. 1997.
- Mit kaptam Karácsony Sándortól? Társszerző: Szathmáry Lajos. Budapest: Hatvany L. 1997. (Emlékezések Karácsony Sándorra)
- Isten elfelejtett nyelve, az álom. Budapest: Szent Gellért Kiadó. 1998.
- Isten öreg bojtárjának vallomásai. Budapest: Szent Gellért Kiadó. 1998.
- János evangéliuma. Nyíregyháza: Örökségünk Kiadói Bt. 1999.[19]
- MÉGIS öröm. Budapest: Szent Gellért Kiadó és Nyomda. 1999.[20]
- A Hogyan: Három meditáció a meditációról. A kötet gondozója: Nagy Alexandra. Budapest: Szent Gellért Kiadó és Nyomda. 1999.[21]
- Akarsz-e meggyógyulni? Budapest: Szent Gellért Kiadó és Nyomda. 2000.[22]
- A két középpont: Az Újszövetség közepe: a Miatyánk, az Ószövetség közepe: a Tízparancsolat. Budapest: Szent Gellért Kiadó és Nyomda. 2000.
- Leltározás a Gazda színe előtt. Budapest: Szent Gellért Kiadó és Nyomda. 2000.
- Döntő órák, nagy pillanatok. Budapest: Szent Gellért Kiadó és Nyomda. 2000.
- Jézussal – a jövőbe! Kötetbe rendezte: Nagy Alexandra. Budapest: Szent Gellért Kiadó és Nyomda. 2000.
- Könyvecske a böjtről. Összerendezte: Nagy Alexandra. Budapest: Szent Gellért Kiadó és Nyomda. 2001.
- Töviseink és a Töviskoronás. Budapest: Szent Gellért Kiadó és Nyomda. 2001.
- Újabb mai példázatok. Budapest: Szent Gellért Kiadó és Nyomda. 2001.
- A boldog házasság. Budapest: Szent Gellért Kiadó és Nyomda. 2002.
- Szeretet, az új dimenzió. Budapest: Szent Gellért Kiadó és Nyomda. 2002.
- Jöjj Szentlélek Istenünk. Budapest: Szent Gellért Kiadó és Nyomda. 2002.
- Homo christianus: A krisztusi ember. Budapest: Szent Gellért Kiadó és Nyomda. 2002.
- Nagy kérdések, őszinte válaszok. Szerkesztette: Nagy Alexandra. Budapest: Szent Gellért Kiadó és Nyomda. 2003.
- A szeretet szimfóniája. Budapest: Szent Gellért Kiadó és Nyomda. 2003.
- Zarándokúton Jézussal. Budapest: Szent Gellért Kiadó és Nyomda. 2004.
- Amikor erősen fújt a Lélek: „Az apostolok cselekedetei” magyarázata harminchét elmélkedésben. Budapest: Szent Gellért Kiadó és Nyomda. 2005.
- Orvosság a fáradtságra. Budapest: Szent Gellért Kiadó és Nyomda. 2005.[23]
- Mélységeken át – az öröm titkáig. Budapest: Szent Gellért Kiadó és Nyomda. 2005.
- Hármaskönyv és egy ráadás. Budapest: Szent Gellért Kiadó és Nyomda. 2006.
- Remény a reménytelenségben. Budapest: Szent Gellért Kiadó és Nyomda. 2006.
- Hét miért. Budapest: Szent Gellért Kiadó és Nyomda. 2006.
- Krisztus levele vagytok! Budapest: Szent Gellért Kiadó és Nyomda. 2006.
- A zsoltárok csodálatos világa. Budapest: Szent Gellért Kiadó és Nyomda. 2006.
- Hálával áldozzál! Budapest: Szent Gellért Kiadó és Nyomda. 2007.
- „Jöjjetek!...” Budapest: Szent Gellért Kiadó és Nyomda. 2007.
- Hiszek! Budapest: Szent Gellért Kiadó és Nyomda. 2007.[24]
- Szabadulás félelmeinkből és szenvedélyeinkből: Félelmeink, aggodalmaink, bűneink depressziót és más testi betegséget okozhatnak: Találjuk meg a gyógyuláshoz vezető utat! Budapest: Szent Gellért Kiadó és Nyomda. 2008.
- A karácsony szíve: a szeretet. Budapest: Szent Gellért Kiadó és Nyomda. 2009.
- Szeress mégis! Gyökössy Endre meglátásai, bátorításai, tanácsai az esztendő minden napjára. Összeállította: Nagy Alexandra. Budapest: Szent Gellért Kiadó és Nyomda. 2009.
- Miért szeretem?...: Néhány bibliai arckép és Jónás könyvének kulcsa. Budapest: Szent Gellért Kiadó és Nyomda. 2009.
- Szeretetkapcsolataink: a kis családról a nagy családnak. Budapest: Szent Gellért Kiadó és Nyomda. 2010.
- Életet adó örömhír: János evangéliumának teljes magyarázata. Budapest: Szent Gellért Kiadó és Nyomda. 2011.
- Mindent – Vele együtt! Budapest: Szent Gellért Kiadó és Nyomda. (?)[25]
- Őstörténet 2. Budapest: Szent Gellért Kiadó és Nyomda. (?)
- Az Áldott Orvos rendelőjében. Budapest: Szent Gellért Kiadó és Nyomda. (?)

## Emlékezete
Az 1999 szeptemberétől a Baár-Madas Iskola épületében működik a Gyökössy Endre Református Óvoda.
Nevét viseli a Károli Gáspár Református Egyetem Gyökössy Endre Lelkigondozói és Szupervízori Intézete.